# 語門
語門（英語：Language phylum）是語言分類學的一個新名詞，借用了生物學上「門」(phylum)的意思。一般來說，語門都是用來指一些跨越多個語系的語言關係，又被稱為「超語系」和「大語系」（英語：Ultra Language family / Super Language family），目前存在較大爭議。

## 分類
- 阿爾泰語系（英語：Altaic languages）
- 亞美林德語系（英语：Amerind languages）
- 南方大語系（英語：Austric languages）
- 澳台語系（英語：Austro-Tai languages）
- 阿茲特克-塔努安語門 （英語：Aztec-Tanoan language phylum）
- 北方大语系（英語：Borean languages）
- 德內-高加索語系（英語：Dené-Caucasian languages）
- 德內-葉尼塞語門（英語：Dené-Yeniseian language phylum）
- 達羅毗荼-韓語系（英語：Dravido-Korean languages）
- 東亞語系（英語：East Asian languages）
- 埃蘭-達羅毗荼語系（英語：Elamo-Dravidian languages）
- 歐亞語系（英語：Eurasiatic languages）
- 霍卡語門 （英語：Hokan language phylum）
- 印歐-南島語系（英語：Indo-Austronesian languages）
- 印度-太平洋語系（英語：Indo-Pacific languages）
- 印歐-閃米特語系（英语：Indo-Semitic languages）
- 印歐-烏拉爾語系（英语：Indo-Uralic languages）
- 中美州語門 （英語：Mesoamerican language phylum）[1]
- 諾斯特拉語系 （英語：Nostratic languages）
- 佩紐蒂語門 （英語：Penutian language phylum）[2]
- 扶馀語系（英語：Puyŏ languages）
- 汉-南岛语系（英語：Sino-Austronesian languages）
- 漢藏－印歐語系（英語：Sino－Indo languages）
- 漢-烏拉爾語系（英語：Sino-Uralic languages）
- 烏拉爾-阿爾泰語系（英語：Ural-Altaic languages）
- 烏拉爾-尤卡吉爾語系（英语：Uralic–Yukaghir languages）
- 乌拉尔-西伯利亚语系（英語：Uralo-Siberian languages）